# Tablas de la Virgen y San Juan (Catedral de Orense)
Las tablas de la Virgen y San Juan son dos pinturas realizadas por Pedro Alonso de Mayorga en el siglo xv. Están ubicadas en la Capilla del Santo Cristo de la Catedral de Orense, en Galicia (España).

## Historia
Tradicionalmente se ha considerado que ambas tablas constituían las puertas que cerraban el altar del Santo Cristo, ubicado con anterioridad a la derecha de la puerta norte de la catedral, de donde fue trasladado el 8 de abril de 1573 a su ubicación actual. La base para esta suposición se fundamenta en una visita realizada entre 1572 y 1573 por Ambrosio de Morales, quien describió la imagen de Cristo como cerrada «con puertas de buena pintura, y dentro tiene dos velos», fechándolas a su vez en el siglo xv o a principios del siglo xvi.: 150  Hay constancia de que el maestro Pedro Alonso de Mayorga estuvo a cargo de este altar debido a una mención en un contrato para la realización de un retablo de San Sebastián; el documento está fechado el 29 de junio de 1490 y en él Mayorga es descrito como el «pintor e maestro de la obra del Santo Cruxifixo de la yglesia Dorense». Debido a que en 1482 concluyeron las obras de la fachada norte, Mayorga debió trabajar en el altar del Santo Cristo entre 1482 y 1490, periodo en el que se encuadrarían las tablas.: 148 
De ser estas las puertas que cerraban el retablo, ambas se encontrarían a día de hoy mutiladas puesto que poseen una altura de menos de dos metros, insuficiente para cubrir el arco donde se hallaba antiguamente el altar, hoy oculto por el retablo de la Virgen del Pilar y Santiago. Sumado a esto, en caso de tratarse de las puertas que cerraban el camarín del Santo Cristo ambas estarían pintadas por ambos lados, hecho que no puede comprobarse debido a que están encastradas en las jambas del arco que conduce al prebiterio de la capilla donde se venera en la actualidad al Santo Cristo. Del mismo modo, tampoco se puede saber a ciencia cierta si las pinturas de la Virgen y San Juan formaban parte de la cara exterior o interior de las puertas, aunque esto último parece ser lo más probable.: 68–70 
Existe a su vez la posibilidad de que las piezas se correspondan con unas tablas de «San Juan e de nuestra señora guarneçido con su marco con la cubierta de tafetán amarillo», las dos donadas, junto con otras obras, a la Capilla del Santo Cristo en 1604 por voluntad testamentaria del obispo de Orense Miguel Ares de Canabal, de las cuales se desconocen su fecha al igual que su anterior destino.: 76–77  Lo que sí se sabe con seguridad es que las tablas custodiadas a día de hoy en la catedral acompañaban a la imagen de un crucificado debido a la existencia de varias obras del siglo xv de muy similares características, como por ejemplo el Calvario del Missale Mixtum (1500) o La Crucifixión (c. 1490), pintura conservada en el Museo del Prado que fue erróneamente atribuida a Fernando Gallego,: 70  siendo restituida en 1986 al Maestro de Ávila.: 75 

## Descripción
Las tablas, con unas medidas aproximadas de 195 × 75 cm, representan a la Virgen María y a San Juan durante la crucifixión de Cristo. La Virgen muestra actitud de recogimiento al tener la cabeza agachada y las manos juntas frente al pecho, mientras que San Juan figura con el rostro alzado y ambas manos también juntas, aunque a diferencia de María el apóstol tiene los dedos entrelazados. Ambas imágenes, de tres cuartos, están desprovistas de cualquier elemento accesorio, lo que junto a la oscura policromía (a base de rojos y tonalidades tierra) las dota de cierta austeridad, aunque los ropajes poseen una rica ornamentación a base de estuco dorado. Estos ornamentos, ingeniosamente cortados en las zonas donde se forman pliegues para proporcionar cierta profundidad y realismo a los paños, consisten en flores tetrapétalas en la figura de la Virgen y motivos vegetales en la pintura de San Juan, en cuyas mangas se pueden apreciar flores de lis. El estuco no solo se reduce a detalles salpicados por los ropajes sino que también se halla presente en los puños de las túnicas y a modo de ribete en los mantos y en el velo de la Virgen. Los fondos, carentes de una arquitectura o paisaje en el que situar las figuras, están enteramente decorados también con estuco dorado; los ornamentos de ambas tablas se componen a base de rombos presididos por cruces (es posible que en un principio se pensase en cubrir los escenarios con planchas de oro), estando las obras cercadas en los extremos por un vistoso marco también de estuco dorado. Cabe la posibilidad de que el estucado y posterior dorado de los fondos se debiese a un requisito del cliente en vez de a la iniciativa del autor, pues a modo de ejemplo en el contrato del retablo de San Sebastián consta que tanto las tallas como las pinturas debían ser de «pinzel ricas de oro e de azur e brocados e tintas finas».: 70–71 